# Kelly Macdonald
Kelly Macdonald (ur. 23 lutego 1976 w Glasgow) – brytyjska aktorka.
Z pochodzenia Szkotka, dorastała na przedmieściach Glasgow. W kinie debiutowała w głośnym Trainspotting Danny’ego Boyle’a (1996). Rolę Dianne Coulston, uczennicy gimnazjum nie stroniącej od zabawowego życia, otrzymała w wyniku castingu. Inne znaczące kreacje w jej dorobku to Mary Maceachran w Gosford Park (2001), Piotruś Pan w Marzycielu (2004) oraz reporterka w Autostopem przez galaktykę (2005). Grywa w produkcjach BBC i serialach telewizyjnych (Agentka o stu twarzach, Zakazane imperium). W 2007 zagrała w dramacie To nie jest kraj dla starych ludzi Joela i Ethana Coenów. W 2008 roku zagrała w filmie Udław się powstałym na podstawie powieści Chucka Palahniuka o tym samym tytule. Wystąpiła także w filmie Harry Potter i Insygnia Śmierci: Część II (2011) jako duch Heleny Ravenclaw (Szara Dama).
Była żoną Dougiego Payne’a, basisty grupy Travis.

## Filmografia
- Trainspotting (1996)
- Elizabeth (1998)
- Głosy (Some Voices, 2000)
- Gosford Park (2001)
- Intermission (2003)
- Marzyciel (Finding Neverland, 2004)
- Dziewczyna z kawiarni (The Girl in the Café, 2005)
- Autostopem przez Galaktykę (The Hitchhiker's Guide to the Galaxy, (2005)
- Niania (Nanny McPhee, 2005)
- To nie jest kraj dla starych ludzi (No Country for Old Men, 2007)
- Udław się (Choke, 2008)
- Zakazane imperium (Boardwalk Empire, 2009)
- Harry Potter i Insygnia Śmierci: Część II (Harry Potter and the Deathly Hallows – Part 2, 2011)
- T2 Trainspotting
- Dziecko w czasie (The Child in Time, 2017)

## Nagrody
- Nagroda Emmy Najlepsza aktorka w miniserialu lub filmie telewizyjnym: 2006 Dziewczyna z kawiarni
- Nagroda Gildii Aktorów Ekranowych Najlepsza obsada filmowa: 2008 To nie jest kraj dla starych ludzi Najlepsza obsada filmowa: 2002 Gosford Park